# Remeterákok
A remeterákok a Paguroidea családba tartozó tízlábú rákok, amelyek alkalmazkodtak a puhatestűek által üresen hagyott héjakba költözéshez. Több, mint 800 remeterák-faj létezik. A remeterákok puha (nem meszesedő) külső vázzal rendelkeznek, melynek következtében más élőlények által előállított menedéket kell elfoglalniuk, különben védtelenné válhatnak.

## Leírás
A legtöbb faj hosszú, spirál alakú hassal rendelkezik. A hasat egy üres kagylóhéj védi, amelyben a remeterák elbújhat. Általában a tengeri csigák házait használják. A legtöbb remeterák éjjeli állat.

## Méretük
A remeterákok mérete és alakja eltérő; egyesek pár milliméteresek, míg mások, például a Coenobita brevimanus akár kókusz nagyságúra is nőhetnek, és 12-70 évig élhetnek. A Birgus latro faj a világ legnagyobb gerinctelen állata.
Egyes fajok akár 20 évig is élhetnek, ha megfelelően gondoskodnak róluk. Akadnak olyan remeterákok is, amelyek több, mint 32 évig éltek.